# Han Malsook
Han Malsook (* 27. Dezember 1931 in Seoul) ist eine südkoreanische Schriftstellerin.

## Leben
Han Malsook wurde am 27. Dezember 1931 in Seoul geboren. Sie studierte an der Seoul National University Linguistik.
Sie debütierte als Schriftstellerin im Jahr 1956 mit den Veröffentlichungen der Kurzgeschichten Die Jahrszeit im Sternenlicht (별빛 속의 계절) und Abgrund eines Mythos (신화의 단애).
Besonders stolz ist sie auf ihren Roman Über alle Mauern (아름다운 영가), der in mehrere Sprachen übersetzt wurde. Der Roman setzt sich mit Spiritualität, Träumen, Tod und Schamanismus auseinander und erzählt die Geschichte einer koreanischen Hausfrau und deren Beziehungen zu anderen Personen, so unter anderem zu ihrem Ex-Mann und dessen Frau. Mit impulsiven Bildern, einem originellen Schreibstil und scharfer Auffassungsgabe stellt die Autorin das facettenreiche Gefühlsleben entfremdeter Menschen dar, besonders die Psychologie von Frauen in der Nachkriegszeit. Ihr Werk Abgrund eines Mythos (신화의 단애) nutzt eine existentialistische Perspektive, um die kaputte Psyche einer Frau darzustellen, die dem Gedanken an die Zukunft und konventionellen gesellschaftlichen Regeln ablehnend gegenübersteht und dadurch eine temporäre Existenz führt, welche durch Genuss und Komfort geprägt ist. Selbstaufgabe und eine nihilistische Lebenseinstellung macht die Autorin zum Hauptthema und nimmt damit Bezug auf die existentialistische Diskussion gegen Ende der 50er Jahre.
Han Malsook beschäftigt sich auch in Ein Versprechen mit Gott (신과의 약속) mit einer selbstlosen, nihilistischen Lebenseinstellung. So geht es hier um eine Frau, die mit Gott das Leben ihrer Tochter verhandelt, aber nach der Genesung ihrer Tochter feststellen muss, dass sie der geforderten Gläubigkeit Gott gegenüber nicht gerecht werden kann. Für die Frau ist und bleibt die Tochter das Objekt ihrer Hingabe und nicht Gott.
Die Autorin beschäftigt sich in ihren Werken auch mit einer breiten Palette verschiedener Themen. So handelt Die alte Frau und die Katze (노파와 고양이) von einer Frau, die von ihrer Familie verlassen wird, und zeigt die Natur der Entfremdung. Weißer Pfad (하얀 도정) beschreibt die Probleme junger Menschen mit heuchlerischen und korrupten Eltern.
Han Malsook war in verschiedenen Komitees tätig, unter anderem im koreanischen UNESCO-Komitee. Sie gab außerdem Vorlesungen an der Musikhochschule der Seoul National University.
Die Schriftstellerin ist mit dem berühmten Kayagŭm-Spieler Hwang P'yŏnggi verheiratet.

## Arbeiten

### Koreanisch
- 어떤 죽음 Ein Tod (1957)
- 노파와 고양이 Die alte Frau und die Katze (1958)
- 장마 Regenzeit (1959)
- 검은 장미 Schwarze Rose (1959)
- 하얀 도정 Weißer Pfad (1961)
- 흔적 Spuren (1963)
- 신과의 약속 Ein Versprechen mit Gott (1968)
- 모색시대 Die Zeit des Ausprobierens (1980)
- 아름다운 영가 Über alle Mauern (1981)
- 행복 Glück (1999), ISBN 978-89-7474-361-1
- 사랑할때와 헤어질때 Wenn wir lieben und wenn wir uns trennen (2008), ISBN 978-89-87749-21-1

### Übersetzungen ins Deutsche
- Über alle Mauern (아름다운 영가), EOS-Verlag, St. Ottilien 2005, ISBN 3-8306-7145-8

## Auszeichnungen
- 1964: 현대문학 신인상 (Literatur für Nachwuchsautoren)
- 1968: 한국일보 문학상 (Hankook-Ilbo-Literaturpreis)
- 1999: 문화훈장 보관장 (Kulturorden in Bronze)